# Thomas Sterling
Thomas Sterling (Amanda, 1851. február 21. – Washington, 1930. augusztus 26.) az Amerikai Egyesült Államok szenátora (Dél-Dakota, 1913–1925).